# Aymen Dahmen
Aymen Dahmen (ar. أيمن دحمان; ur. 28 stycznia 1997 w Safakisie) – tunezyjski piłkarz grający na pozycji bramkarza. Jest wychowankiem klubu CS Sfaxien.

## Kariera klubowa
Swoją piłkarską karierę Dahmen rozpoczął w klubie CS Sfaxien. W sezonie 2017/2018 stał się członkiem pierwszego zespołu. 16 września 2018 zadebiutował w nim w pierwszej lidze tunezyjskiej w wygranym 2:0 wyjazdowym meczu z ES Métlaoui. W sezonie 2018/2019 zdobył ze Sfaxien Puchar Tunezji, a w sezonie 2019/2020 wywalczył z nim wicemistrzostwo Tunezji.
| Sezon   | Klub       | Kraj    | Rozgrywki | Mecze | Gole |
| ------- | ---------- | ------- | --------- | ----- | ---- |
| 2017/18 | CS Sfaxien | Tunezja | CLP-1     | 0     | 0    |
| 2018/19 | CS Sfaxien | Tunezja | CLP-1     | 23    | 0    |
| 2019/20 | CS Sfaxien | Tunezja | CLP-1     | 25    | 0    |
| 2020/21 | CS Sfaxien | Tunezja | CLP-1     | 17    | 0    |

## Kariera reprezentacyjna
W reprezentacji Tunezji Dahmen zadebiutował 28 marca 2021 w wygranym 2:1 meczu kwalifikacji do Pucharu Narodów Afryki 2021 z Gwineą Równikową, rozegranym w Radisie. W 2022 roku został powołany do kadry na Puchar Narodów Afryki 2021. Na tym turnieju nie wystąpił w żadnym meczu.